# Национальная либеральная партия (Румыния)
Национа́льная либера́льная па́ртия (НЛП; рум. Partidul Național Liberal, PNL) — румынская либерально-консервативная политическая партия. 
НЛП старейшая партия в стране и одна из старейших в Европе. Изначально основанная в 1875 году партия была ликвидирована после отречения румынского короля и прихода коммунистов к власти, в конце 1947 года, современная Национальная либеральная партия была воссоздана, в 1989 году, после победы румынской революции. В настоящее время НЛП входит в состав Европейской народной партии, Международного демократического союза и Центристского демократического интернационала.

## Идеология
Несмотря на название, Национальная либеральная партия придерживается доктрины либерал-консерватизма, уделяя большее внимание экономическим вопросам: партия поддерживает экономический либерализм, пропорционального налогообложения (главное обещание партии на выборах 2004 года), приватизацию и невмешательства государства в экономику, хотя в период председательства Николае Чукэ вектор сместился в сторону протекционизма. В социальной политике партия занимает консервативные позиции: к примеру партия негативно относится к концепции гражданского партнёрства и однополым бракам.
В Национальной либеральный партии существует ряд внутренних фракций из сторонников национал-либерализма, христианской демократии, неолиберализма, этнического национализма и социал-консерватизма.
В ряде румынских СМИ партию характеризовали как популистскую, хотя бывший лидер партии Флорин Кыцу отрицал это. Бывший лидер Союза спасения Румынии Кэтэлин Друлэ обвинял партию в авторитаризме.

## История
Старейшая политическая партия Румынии, образованная в 1875 году И. Кампиняну, впоследствии неоднократно реорганизованная.
Национал-либеральная партия Румынии (рум. Partidului national liberal), оформилась в 1875 году на базе различных буржуазно-либеральных группировок.
Члены партии участвовали в бухарестской демонстрации монархистов 8 ноября 1945 года и в антикоммунистическом повстанческом движении 1940-х — 1960-х годах. После революции 1989 года в партии состоял Раду Чучану.
Возрождена в 1990 году.
В 2014—2016 сопредседателями партии были Алина Горгиу и Василе Блага.
До апреля 2007 года была крупнейшей партией правящего альянса.
5 февраля 2011 года национал-либеральная партия Румынии образовала коалицию с социал-демократами и консерваторами.
На выборах в Европарламент 2014 года партия набрала 15 % голосов, получив 6 мест из 32 отведённых Румынии.
Налоговая служба Румынии (ANAF) выяснила, что кампания в продвижении кандидатуры на выборах правого кандидата в президенты Румынии Кэлина Джорджеску, в ТикТок (TikTok), была оплачена проевропейской Национально-либеральной партией Румынии (PNL).

## Организационная структура
НЛП состоит из территориальных филиалов (Filialele teritoriale) по одной на жудец или сектор, жудетарные организации из местных организаций (organizații locale) по одной на муниципий, город, коммуну или избирательный округ (centru de votare) в Бухаресте, местные организации из организаций избирательных участков (organizații la nivelul secțiilor de votare).
Высший орган — Съезд (Congresul), между съездами — Национальное политическое бюро (Biroul Politic Național), высшее должностное лицо — Председатель (Preşedintele).
Высший орган территориального филиала — конференция территориального филиала (Conferința filialei teritoriale), между конференциями территориального филиала — территориальное политическое бюро (Biroul Politic Teritorial), высшее должностное лицо территориального филиала — председатель территориального филиала (Preşedintele filialei teritoriale).
Высший орган местной организации — общее собрание членов организации (Adunarea Generală a membrilor organizației), между общими собраниями членов организации — местное политическое бюро (Biroul Politic Local), высшее должностное лицо — председатель местного политического бюро (Preşedintele Biroului Politic Local).
Высший орган организации избирательного участка — общее собрание членов организации (Adunarea Generală a membrilor organizației), между общими собраниями членов организации — политическое бюро (Biroul Politic).
Молодёжная организация — Национал-либеральная молодёжь (Tineretul Național Liberal). НЛМ состоит из территориальных филиалов по одному на жудец или сектор, территориальные филиалы из местных организаций по одной на муниципий, город, коммуну или избирательный округ в Бухаресте. Высший орган — Национальная конференция (Conferința Națională), между Национальными конференциями — Национальное постоянное бюро (Biroul Permanent Național), высшее должностное лицо — Председатель (Preşedintele).
Высший орган территориального филиала НЛМ — конференция территориального филиала (Conferința Filialei Teritoriale), между конференциями территориального филиала — территориального постоянное бюро (Biroul Permanent Teritorial).
Высший орган местной организации НЛМ — общее собрание членов организации (Adunarea Generală a membrilor organizației), между общими собраниями — местное постоянное бюро (Biroul Permanent Local).